# Nagylengyel, Zala
Nagylengyel  este un sat în districtul Zalaegerszeg, județul Zala, Ungaria, având o populație de 540 de locuitori (2011). 

## Demografie
Componența etnică a satului Nagylengyel
     Maghiari (96,35%)
     Germani (1,29%)
     Necunoscut (0,86%)
     Alții (1,5%)
Componența confesională a satului Nagylengyel
     Romano-catolici (62,96%)
     Fără religie (5,74%)
     Reformați (2,96%)
     Luterani (1,11%)
     Necunoscută (26,11%)
     Alte religii (2,59%)
Conform recensământului din 2011, satul Nagylengyel avea 540 de locuitori. Din punct de vedere etnic, majoritatea locuitorilor (96,35%) erau maghiari, cu o minoritate de germani (1,29%). Apartenența etnică nu este cunoscută în cazul a 0,86% din locuitori.  Din punct de vedere confesional, majoritatea locuitorilor (62,96%) erau romano-catolici, existând și minorități de persoane fără religie (5,74%), reformați (2,96%) și luterani (1,11%). Pentru 26,11% din locuitori nu este cunoscută apartenența confesională.